# 孙钧
孙钧（1926年10月3日—2024年3月1日），男，原籍浙江绍兴，生于江苏苏州，中国隧道与地下建筑工程专家。
长期从事岩土力学、隧道与地下工程学科的教学与科学研究，开拓并建立了新的学科分支——地下结构工程力学（1962）。在岩土材料流变力学、地下结构粘弹塑性理论、城市环境土工学和软科学理论与方法在岩土力学与工程中的应用等方面有相当造诣。自上世纪80年代初起，承担并完成国家重点科技攻关、自然科学重大、重点和面上基金近20项，以及负责国家重大工程建设项目的工程研究40余项，成果应用于生产实际，取得了巨大的技术、经济效益。撰作学术论文200余篇并专著8部。曾先后获国家和省部级各种奖励15项。我国首批博士研究生导师和国家首批重点学科学术负责人。1960年起，在同济大学主持兴办了国内外第一所“隧道与地下建筑工程”专业。

## 生平
1949年毕业于交通大学土木工程系。1954～56年间随前苏联专家И.Д.斯尼特柯修毕副博士课程并写作学位论文。历任同济大学岩土工程研究所教授、校务委员、名誉系主任，注册土木工程师（岩土）。1991年当选为中国科学院院士（学部委员）。
孙钧青年时期在母校交通大学任教，1952年秋全国院系调整，转调同济大学任讲师（1953）、副教授（1962）和教授（1979）。1958年秋加入中国共产党。孙钧是我国首批博士研究生导师（1981）。1991年经选任中国科学院（技术科学部）学部委员、1993年后改任院士。特许注册土木工程师（岩土）。享受首批国务院特殊津贴。
孙钧在大学行政、党务工作方面曾历任教研室主任、党支部书记、地下工程系和结构工程系系主任、校务委员、教务处长和校学术委员会副主任委员、校职称评聘委员会委员，同济大学科学技术研究院首批重点学术梯队学科负责人；还曾历任多届国务院学位委员会“土建、环境与测绘”学科评议组召集人和国家自然科学基金“建筑、环境与结构工程”学科评议组召集人。在岩土与地下工程界，他还曾历任隧道与地下工程学会、中国公路隧道工程学会、防护工程学会的副理事长，上海市土木工程学会副理事长、地下工程学术委员会主任委员等学术职务。历任国际岩石力学学会副主席暨中国国家小组主席、中国科协全国委员会委员、中国岩石力学与工程学会理事长（现任名誉理事长）、中国土木工程学会顾问、副理事长（现任名誉理事），全国“博士后”管委会专家组成员、中国自然科学奖和科技进步奖评委，他现任同济大学地下建筑工程系和岩土工程研究所教授、名誉系主任，交通大学（上海、西安、西南和北京等4校）、浙江大学、四川大学等9所知名大学的顾问教授和兼职教授以及国外一些大学和研究所的客座研究员, 清华大学结构与振动开放实验室学术委员会委员、上海建筑科学研究院结构新技术开放实验室学术委员会主任委员等学术职务。在国内工程界，他历任长江三峡水利枢纽工程技术委员会专家组成员，终南山秦岭公路隧道，江阴、润扬长江公路大桥、苏通长江公路大桥、上海市城市轨道交通建设委员会和上海市地下铁道工程等国家重大工程建设的技术顾问、上海市建设和交通委员会科技委委员和顾问，以及中国铁路建设集团、上海市城建集团等企事业单位的高级技术顾问和上海市民防协会顾问、上海市非开挖技术协会首席顾问等工程技术职务；沈阳市和杭州市人民政府的高级技术顾问、浙江省隧道工程公司、浙江省地下工程协会顾问，上海市普陀区科协主席。